# Linia kolejowa 80a Budapest – Hatvan
Linia kolejowa Budapest–Hatvan – linia kolejowa dwutorowa z siecią trakcyjną zasilaną prądem przemiennym o napięciu 25 kV 50 Hz.

## Historia
Oddana do użytku 2 kwietnia 1867.